# Машковский, Степан Филиппович
Степа́н Фили́ппович Машко́вский (27 ноября (10 декабря) 1914; село Темрюк Мариупольского уезда Екатеринославской губернии — 18 марта 1958, город Жуковский Московской области) — Герой Советского Союза (1941), полковник (1951), лётчик-испытатель 1-го класса (1948).

## Биография

### Ранние годы
Родился 27 ноября (10 декабря) 1914 года в село Темрюк Мариупольского уезда Екатеринославской губернии. В 1930 году окончил 7 классов школы в родном селе, в 1932 году — 2 курса сельхозтехникума в городе Ногайск (ныне город Приморск Запорожской области, Украина). В 1932—1936 годах работал десятником шахты № 30 в посёлке Рутченково (ныне в черте Донецка, Украина). В 1935 году окончил Сталинский аэроклуб (город Донецк), до 1936 года был в нём лётчиком-инструктором.

### Военная служба
В армии с ноября 1936 года. В 1937 году окончил Харьковскую военную авиационную школу лётчиков и лётнабов. Служил в строевых частях ВВС (в Ленинградском военном округе).
Участник боёв на реке Халхин-Гол: в июле-сентябре 1939 — командир звена 56-го истребительного авиационного полка. Совершил 90 боевых вылетов на истребителе И-16, в 20 воздушных боях сбил лично 1 и в составе группы 2 самолёта противника.
Продолжал службу в ВВС командиром звена и командиром авиаэскадрильи (в Забайкальском военном округе).
Участник Великой Отечественной войны: в июле-августе 1941 — командир авиаэскадрильи 32-го истребительного авиационного полка, в августе-декабре 1941 — командир авиаэскадрильи 184-го истребительного авиационного полка, в декабре 1941 — помощник командира 32-го истребительного авиационного полка. Воевал на Центральном, Брянском и Западном фронтах. Участвовал в оборонительных боях в Белоруссии, Смоленском сражении и Московской битве.
1 августа 1941 года совершил воздушный таран вражеского истребителя Ме-109, после которого благополучно посадил свой И-16 на аэродром. В декабре 1941 года был тяжело ранен и до октября 1942 года находился в московском госпитале. За время войны совершил более 100 боевых вылетов на истребителе И-16, в воздушных боях сбил лично 3 и в составе группы 4 самолёта противника.
За мужество и героизм, проявленные в боях, указом Президиума Верховного Совета СССР от 11 сентября 1941 года старшему лейтенанту Машковскому Степану Филипповичу присвоено звание Героя Советского Союза с вручением ордена Ленина и медали «Золотая Звезда».
В ноябре 1942 — феврале 1943 — командир авиаэскадрильи 30-го гвардейского истребительного авиационного полка (город Иваново).

### Работа в авиационной промышленности
С марта 1943 — лётчик-испытатель Лётно-исследовательского института. Выполнил первый полёт и провёл испытания опытных самолётов Ла-156, Ла-150Ф и Ла-200. 10 апреля 1947 года впервые в стране на самолёте Ла-156 выполнил взлёт и полёт с включением форсажа. Участвовал в испытаниях самолётов «Тандерболт», Пе-2И, МиГ-8 «Утка», Ла-152, Ла-160, Ла-174ТК, Ту-4 и Ту-16, а также в испытаниях по заправке истребителя МиГ-19 от Ту-16. В 1947—1949 годах с самолётов Пе-2 и МиГ-9УТИ, пилотируемых С. Ф. Машковским, были выполнены первые в стране катапультирования.
В 1954 году окончил курсы при Школе лётчиков-испытателей. Одновременно с работой с 1952 года обучался на вечернем отделении Жуковского филиала Московского авиационного института.

### Смерть

Могила Машковского на Новодевичьем кладбище Москвы.

Степан Филиппович жил и работал в городе Жуковский Московской области. Он погиб 18 марта 1958 года при выполнении испытательного полёта на самолёте М-4. Похоронен на Новодевичьем кладбище в Москве.

## Награды

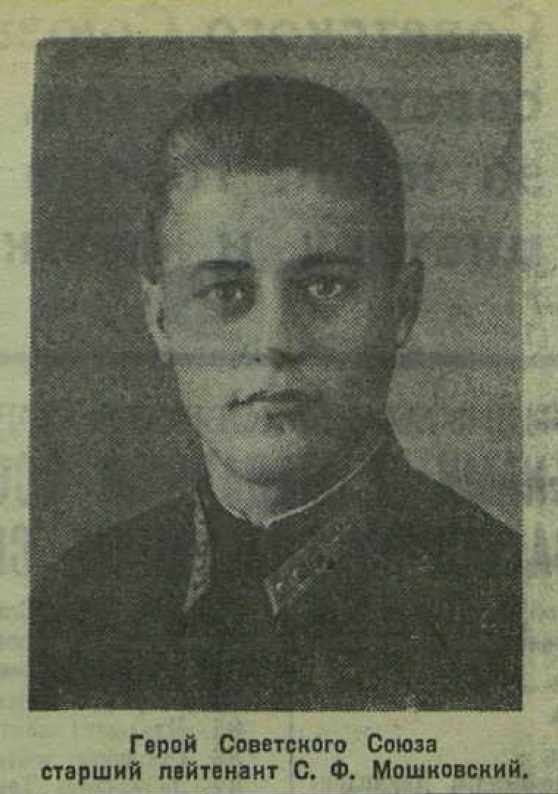
Герой Советского Союза С.Ф. Машковский, 12 сентября 1941 г. (в подписи фото фамилия написана с ошибкой)

- Герой Советского Союза (11.09.1941);
- два ордена Ленина (11.09.1941; 25.07.1949);
- два ордена Красного Знамени (17.11.1939; 12.07.1957);
- два ордена Отечественной войны 1-й степени (16.09.1945; 20.09.1947);
- орден Трудового Красного Знамени (6.12.1949);
- три ордена Красной Звезды (31.07.1948; 2.05.1949; 19.11.1951);
- медали.

## Память
- В селе Старченково установлен бюст С. Ф. Машковского.
- В городе Жуковский Московской области на д. 1 по ул. Маяковского, где жил С. Ф. Машковский, установлена мемориальная доска.